# Liste der italienischen Botschafter in Portugal

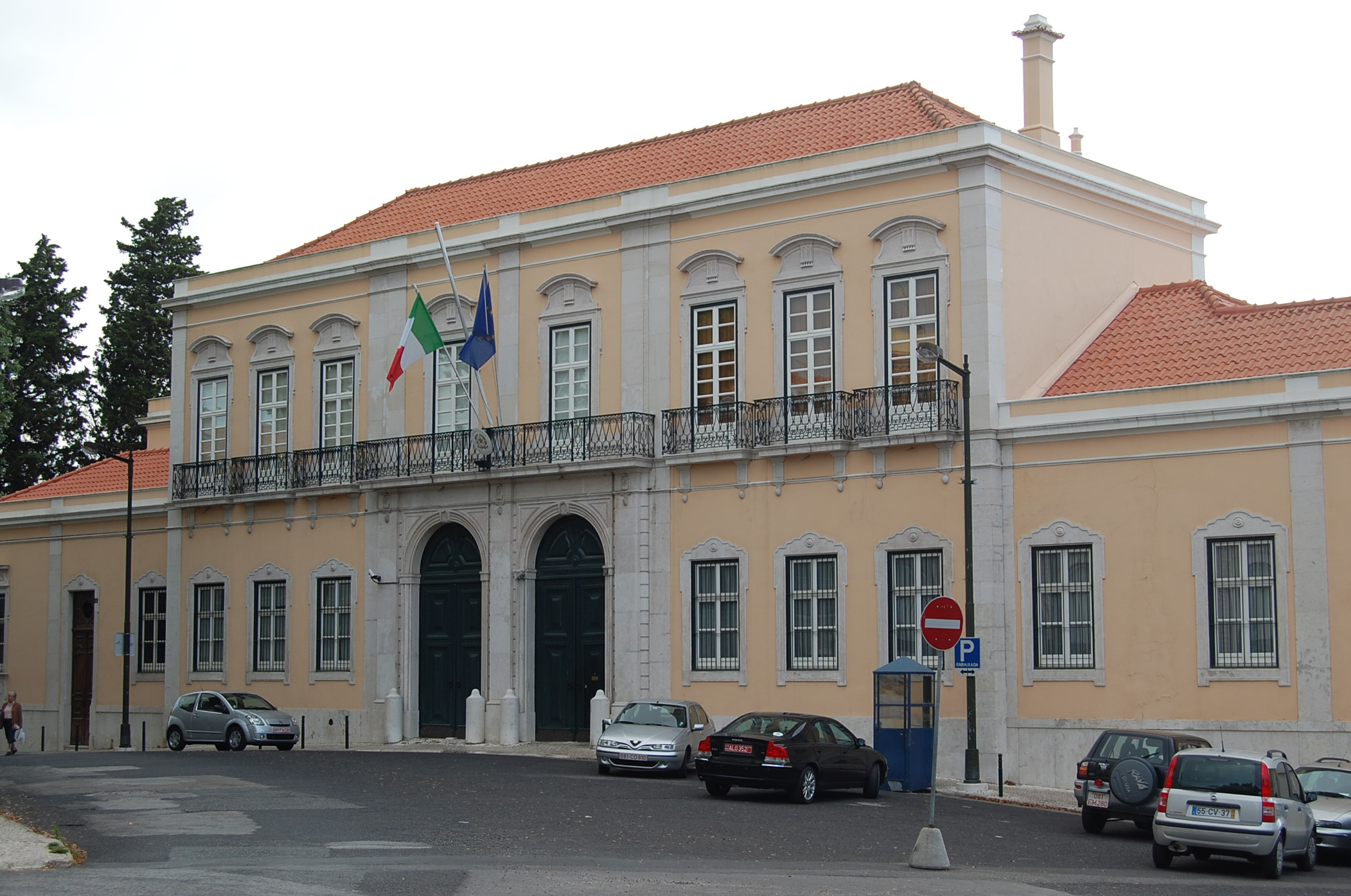
Italienische Botschaft in Lissabon (2007)

Die Liste der italienischen Botschafter in Portugal listet die Botschafter der Republik Italien in Portugal auf. Die italienische Botschaft befindet sich in der portugiesischen Hauptstadt Lissabon.

## Botschafter
| Ernennung/Akkreditierung | Name                                 | Bemerkungen               | ernannt von                          | akkreditiert während der Regierung von | Posten verlassen |
| ------------------------ | ------------------------------------ | ------------------------- | ------------------------------------ | -------------------------------------- | ---------------- |
| 24. Okt. 1860            | Domenico Pes di San Vittorio         | Geschäftsträger           | Marco Minghetti                      | Peter V.                               |                  |
| 19. Juli 1863            | Camillo Di Bella Caracciolo          |                           | Marco Minghetti                      | Ludwig I.                              |                  |
| 2. Jan. 1864             | Vittorio Sallier De La Tour          | Geschäftsträger           | Alfonso Ferrero La Marmora           | Ludwig I.                              |                  |
| 4. Juni 1864             | Andrea Tagliacarne                   |                           | Alfonso Ferrero La Marmora           | Ludwig I.                              |                  |
| 9. Feb. 1868             | Filippo Oldoini                      |                           | Urbano Rattazzi                      | Ludwig I.                              |                  |
| 19. Feb. 1888            | Luigi Avogadro di Collobiano Arboreo |                           | Francesco Crispi                     | Ludwig I.                              |                  |
| 19. Nov. 1892            | Federico Costanzo Spinola            |                           | Giovanni Giolitti                    | Karl I.                                |                  |
| 30. Okt. 1896            | Carlo Alberto Gerbaix de Sonnaz      |                           | Antonio Starabba, Marchese di Rudinì | Karl I.                                |                  |
| 17. Juli 1903            | Alessandro Guasco Di Bisio           |                           | Giovanni Giolitti                    | Karl I.                                |                  |
| 30. Okt. 1906            | Raniero Paulucci di Calboli          |                           | Sidney Sonnino                       | Karl I.                                |                  |
| 22. Dez. 1912            | Salvatore Contarini                  |                           | Giovanni Giolitti                    | Manuel José de Arriaga                 |                  |
| 8. Okt. 1914             | Ernesto Koch                         |                           | Antonio Salandra                     | Manuel José de Arriaga                 |                  |
| 28. Juni 1916            | Attilio Serra                        |                           | Paolo Boselli                        | Bernardino Machado                     |                  |
| 22. Jan. 1923            | Livio Borghese                       |                           | Benito Mussolini                     | Manuel Teixeira Gomes                  |                  |
| 3. Juni 1926             | Carlo Galli                          |                           | Benito Mussolini                     | José Mendes Cabeçadas Júnior           |                  |
| 10. Aug. 1928            | Giuseppe Bastianini                  | Parlamentsabgeordneter    | Benito Mussolini                     | António Oscar de Fragoso Carmona       |                  |
| 14. Nov. 1929            | Pietro Arone                         |                           | Benito Mussolini                     | António de Oliveira Salazar            |                  |
| 27. Okt. 1932            | Alberto Tuozzi                       |                           | Benito Mussolini                     | António de Oliveira Salazar            |                  |
| 7. Jan. 1936             | Francesco Giorgio Mameli             |                           | Benito Mussolini                     | António de Oliveira Salazar            |                  |
| 29. Jan. 1940            | Renato Bova Scoppa                   |                           | Benito Mussolini                     | António de Oliveira Salazar            |                  |
| 21. Juni 1941            | Francesco Fransoni                   |                           | Benito Mussolini                     | António de Oliveira Salazar            |                  |
| 30. Mai 1943             | Renato Prunas                        |                           | Pietro Badoglio                      | António de Oliveira Salazar            |                  |
| 28. Sep. 1944            | Alberto Rossi Longhi                 |                           | Pietro Badoglio                      | António de Oliveira Salazar            |                  |
| 30. Nov. 1946            | Antonio Grossardi                    |                           | Ferruccio Parri                      | António de Oliveira Salazar            |                  |
| 15. Dez. 1947            | Pietro de Paolis                     |                           | Ferruccio Parri                      | António de Oliveira Salazar            |                  |
| 22. Jan. 1952            | Antonio Venturini                    | Ministre plénipotentiaire | Ferruccio Parri                      | Francisco Craveiro Lopes               |                  |
| 5. Mai 1956              | Giuseppe Vitaliano Confalonieri      |                           | Antonio Segni                        | Francisco Craveiro Lopes               |                  |
| 22. Okt. 1958            | Angelino Corrias                     |                           | Amintore Fanfani                     | Américo Tomás                          |                  |
| 8. Okt. 1961             | Remigio Danilo Grillo                |                           | Fernando Tambroni                    | Américo Tomás                          |                  |
| 2. Nov. 1964             | Giuseppe Cerulli Irelli              |                           | Giovanni Leone                       | Américo Tomás                          |                  |
| 26. März 1971            | Girolamo Messeri                     |                           | Emilio Colombo                       | Américo Tomás                          |                  |
| 10. Juli 1975            | Pier Luigi Alverà                    |                           | Aldo Moro                            | Francisco da Costa Gomes               |                  |
| 9. Okt. 1979             | Mario Magliano                       |                           | Francesco Cossiga                    | António Ramalho Eanes                  |                  |
| 28. Jan. 1983            | Mario Magliano                       |                           | Bettino Craxi                        | António Ramalho Eanes                  |                  |
| 31. Okt. 1983            | Enzo Merlot                          |                           | Bettino Craxi                        | António Ramalho Eanes                  |                  |
| 20. Nov. 1987            | Giovanni Battistini                  |                           | Amintore Fanfani                     | Mário Soares                           |                  |
| 1. Sep. 1992             | Ludovico Ortona                      |                           | Giuliano Amato                       | Mário Soares                           |                  |
| 24. Juni 1995            | Antonio Catalano di Melilli          |                           | Lamberto Dini                        | Mário Soares                           |                  |
| 10. Juni 1999            | Michele Cosentino                    |                           | Massimo D’Alema                      | Jorge Sampaio                          |                  |
| 18. März 2004            | Emilio Barbarani                     |                           | Silvio Berlusconi                    | Jorge Sampaio                          |                  |
| 4. Juli 2007             | Luca Del Balzo di Presenzano         |                           | Silvio Berlusconi                    | Aníbal Cavaco Silva                    |                  |
| 1. Okt. 2011             | Renato Varriale                      |                           | Silvio Berlusconi                    | Aníbal Cavaco Silva                    |                  |
| 7. Sep. 2015             | Giuseppe Morabito                    |                           | Matteo Renzi                         | Aníbal Cavaco Silva                    |                  |